# Sisão

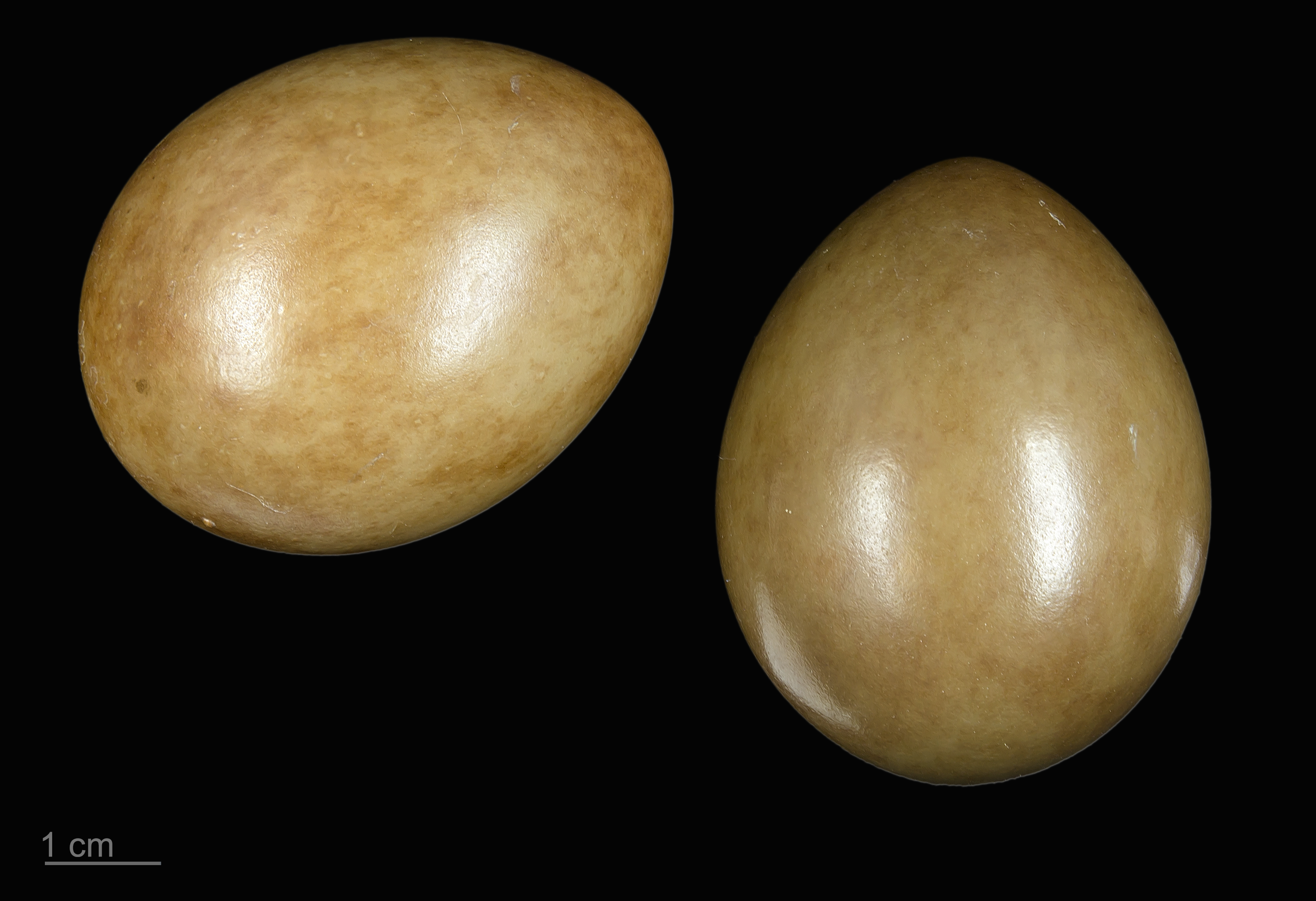
Tetrax tetrax - MHNT

O sisão (Tetrax tetrax) é uma ave da família Otididae. É um parente próximo da ave abetarda, sendo contudo muito mais pequeno que esta espécie.
Frequenta terrenos abertos, nomeadamente searas e pastagens. Em Portugal é mais frequente no Alentejo. Está presente durante todo o ano.
Segundo estudos científicos, está em declínio acentuado há mais de 20 anos
Nos últimos 17 anos, perdeu-se 80% da população nacional de sisão, segundo resultados do censo feito à espécie em 2022, o terceiro, depois dos censos de 2006 e 2016.

## Subespécies
A espécie é monotípica (não são reconhecidas subespécies).